# معركة تنجا
معركة تنجا، وتُعرف أحيانًا باسم معركة النحل، هي الهجوم غير الناجح التي قامت به القوات الاستطلاعية الهندية البريطانية «بي» تحت قيادة اللواء آرثر إدوارد أيتكن للاستيلاء على شرق أفريقيا الألماني (الجزء القاري من تنزانيا الحالية) خلال الحرب العالمية الأولى بالتنسيق مع قوات الغزو «سي» بالقرب من لونغيدو على سفوح جبل كليمنجارو. كان هذا الحدث الرئيسي الأول للحرب في شرق أفريقيا وشهد هزيمة البريطانيين أمام قوة أصغر بكثير من العساكر الألمان والمتطوعين الاستعماريين بقيادة المقدم بول فون ليتو فوربيك. كانت هذه المعركة بدايةً لحملة شرق أفريقيا للحرب العالمية الأولى، وتعتبر واحدة من أعظم انتصارات شوتسروبا (فرقة حماية) في أفريقيا. مكّن التراجع البريطاني فرقة الحماية من تخليص المعدات الحديثة والإمدادات الطبية والمؤن والبطانيات والطعام وعدد من رشاشات ماكسيم التي سمحت لهم بمقاومة الحلفاء بنجاح حتى انتهاء الحرب.

## تمهيد

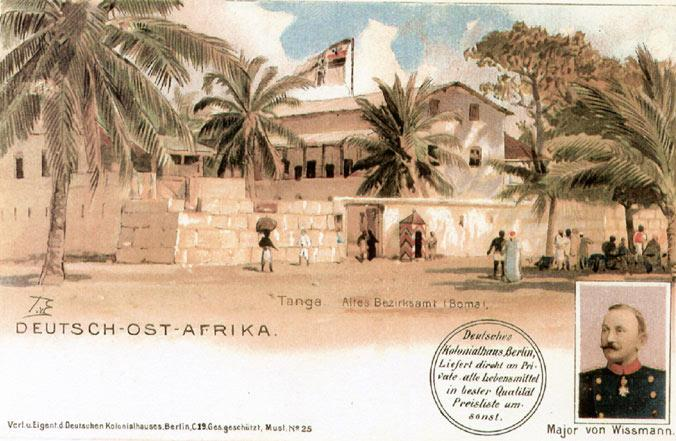
تنجا عام 1914

كانت تنجا، التي تقع على بعد 80 كيلومترًا (50 ميلًا) فقط عن حدود شرق أفريقيا البريطانية (كينيا الحديثة)، ميناءً مزدحمًا ومحطة بحرية لخط سكة حديد أوسامبارا الهام، الذي يمتد من تنجا إلى موشي عند سفح جبل كليمنجارو. قصفت السفن الحربية البريطانية في البداية تنجا، ولكن أُلغي هذا الجزء من الخطة. كان هناك اتفاق معمول به يضمن حياد العاصمة دار السلام وتنجا، لكن عُدلت الاتفاقية حينها وبدا أنه «من العدل تحذير الألمان فقط بإلغاء الاتفاق».
بدلاً من ذلك، كان العزم البريطاني على تنفيذ الاستيلاء على شرق أفريقيا الألمانية بواسطة هجوم برمائي على تنجا. على عكس الخطة المتفق عليها، تحول الهجوم إلى كارثة. في الثاني من نوفمبر عام 1914، وصلت السفينة الحربية إتش إم إس فوكس التابعة للمحميات البريطانية. ذهب قائد السفينة، الكابتن فرانسيس واد كالفيلد، إلى الشاطئ ومنح تنجا ساعة واحدة للاستسلام وإنزال العلم الإمبراطوري. قبل مغادرته، طلب معرفة ما إذا كان الميناء ملغومًا، إلا أن الميناء لم يكن ملغومًا، لكنه أكد أنه كان كذلك. بعد ثلاث ساعات، كان العلم ما يزال مرفرفًا وغادر فوكس لإحضار قوات موكب «بي» المؤلفة من 14 مجموعة نقل. أعطى هذا الوقت لكل من فرقة الحماية ومواطني تنجا للتحضير للهجوم. سارع القائد الألماني المقدم بول فون ليتو فوربيك، بالذهاب إلى تنجا. عزز الدفاعات (في البداية سرية واحدة فقط من العساكر) بقوات جُلبت بالسكك الحديدية من موشي، وبلغ عددهم في النهاية حوالي 1000 في ست سرايا. وكان نائب القائد هو الكابتن توم فون برينس الذي كان ملازمًا في شركة شرق أفريقيا الألمانية سابقًا.

## المعركة
أمر الكابتن كالفيلد بتنظيف الميناء من الألغام من 2 نوفمبر حتى اليوم التالي. أثناء عملية التنظيف، بدأ قائد القوة «بي»، أيتكين، بإنزال القوات والإمدادات دون معارضة في مجموعتين في الميناء وعلى بعد ثلاثة أميال شرق المدينة على شاطئ خالٍ من الألغام. بحلول مساء يوم 3 نوفمبر، كانت قوات الغزو على الشاطئ باستثناء القوة السابعة والعشرين من ماونتن باتري وفريدكوت سابيرز. في ظهيرة  4 نوفمبر، أمر أيتكين قواته بالسير نحو المدينة. أدى تخفّي المدافعين جيدًا بسرعة إلى تفكك تقدّمهم، وتحول القتال بعد ذلك إلى مناوشات وسط مزارع جوز الهند وزيت النخيل من قِبل الوحدات الجنوبية وقتال عنيف في الشوارع من جانب قوة الميناء. أحرزت كتيبة رماة كشمير من جوركا والفوج المخلص (شمال لانكشاير) التابع لوحدات الميناء تقدماً جيداً، دخلوا المدينة، واستولوا على السلطة الجمركية، وفندق دويتشر كايزر ورفعوا العلم البريطاني. ولكن بعد ذلك توقف التقدم. تفرقت الكتائب الهندية الأقل تدريباً وتجهيزاً في فوج (بنغالور) السابع والعشرين وهربوا من المعركة. تعرض فوج المشاة الثامن والتسعون لهجوم من أسراب نحل هائجة. هاجم النحل الألمان أيضًا، ومن هنا جاء لقب المعركة. حولت الدعاية البريطانية فترة هجوم النحل إلى مؤامرة ألمانية وحشية، حيث أحضرت أسلاك تعثر خفية لتحريض خلايا النحل. فشل فوج راجبو الثالث عشر في لعب دور مهم في المعركة فقد تزعزعت معنوياتهم عند مشاهدة تراجع مشاة بالامكوتاه الخفيفة الثالثة والستين.

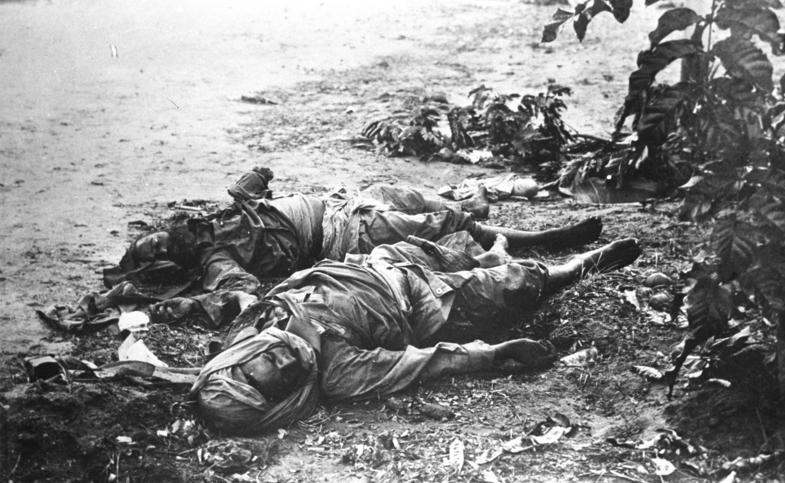
جنود هنود قتلى من الجانب البريطاني على شاطئ تنجا

وصل المتطوعون الاستعماريون من أفواج سرايا البندقية السابعة والثامنة بالسكك الحديدية لتقوية خطوط العسكر منهكة القوى. تركت سرايا الحماية الثامنة الخيول في موشي. بحلول وقت متأخر من بعد ظهر يوم 4 نوفمبر، طلب ليتو فوربيك آخر الأرصدة الاحتياطية، سرايا الحماية الميدانية الثالثة عشرة والرابعة، وصلت الرابعة بعدها بقليل إلى تنجا بالقطار، لتطويق الجانب البريطاني والجزء الخلفي من خلال شن هجمات بحرابات البنادق على طول الجبهة بأكملها. كان من الممكن القضاء على ثلاث كتائب من فرقة المشاة الإمبراطورية، إن لم يعودوا أعقابهم. اختفت كل مظاهر النظام مع سحب القوة بي «تحولت إلى هزيمة كاملة».
بقي عددهم يتجاوز الثمانية مقابل الواحد، وتدارك بعض الضباط الألمان أمرهم بالحذر. من خلال سلسلة من الأخطاء التي ارتكبها فوج بنغالور، وسوء الفهم من قبل ضابط في فك الاشتباك والتوحيد، انسحب العسكر إلى معسكر يبعد عدة أميال غرب تنجا. وبمجرد أن علم ليتو فوربيك بذلك، ألغى هذه الخطوة وأمر بإعادة الانتشار إلا أن التوزع  لم يكتمل حتى الصباح الباكر. «طوال الليل تقريبًا [قبل شروق الشمس 5 نوفمبر]، سمحت تنجا لأيتكن بالسيطرة عليها. كانت هذه المفارقة الأكثر إدهاشًا في المعركة».

## التداعيات
أمر أيتكن بشكل غاضب ومحبط بانسحاب عام. في تراجعهم وإجلائهم إلى الناقلات -الذي استمر حتى الليل- تركت القوات البريطانية وراءها تقريبًا جميع معداتها. «وتمكن ليتو فوربيك من إعادة تسليح ثلاث سرايا من العسكر ببنادق حديثة، كان لديه حينها 600,000 طلقة من الذخائر. وأكثر من 16 مدفعًا رشاشًا، وهواتف ميدانية قيمة» وكان لديهم من الملابس ما يكفي قوة الحماية لمدة عام. وفي صباح يوم 5 نوفمبر، دخل ضابط المخابرات في القوة «بي» – النقيب ريتشارد ماينرتشاغن إلى تنجا تحت راية بيضاء، حاملاً إمدادات طبية ورسالة من الجنرال أيتكن يعتذر فيها عن قصف المستشفى. تناثر في شوارع تنجا القتلى والجرحى. عمل الأطباء الألمان والممرضون في أفريقيا بلا كلل «مع تجاهل تام لزي مرضاهم».
كان الدفاع الناجح عن تنجا واحدًا من بين الإنجازات العديدة التي حققها بول فون ليتو فوربيك خلال حملته الطويلة في شرق أفريقيا. ولكن بالنسبة للبريطانيين، لم تكن المعركة أقل من كارثة، وسُجلت في التاريخ الرسمي البريطاني للحرب باعتبارها «واحدة من أبرز الإخفاقات في التاريخ العسكري البريطاني». وشملت الإصابات 360 قتيلًا و 487 جريحًا في الجانب البريطاني. أما شوتسروبا (فرقة الحماية) فقد خسرت 16 ألمانيًا و55 من عسكريًا، و76 جريحًا.
أشارت تقديرات بول فون ليتو فوربيك الأولية إلى أن عدد البريطانيين الذين قُتلوا كان بنحو 800 ولكنه قال فيما بعد إنه يعتقد أن العدد زاد على 2000 شخص. أطلق الألمان بعد ذلك سراح الضباط البريطانيين الذين أُصيبوا أو أُسروا بعد أن أعطوا كلمتهم بعدم القتال مرة أخرى خلال الحرب.